# شرف خان شمس الدين البدليسي
شرف خان البدليسي 
شرف الدين بن شمس الدين البدليسي أو البتليسي أحد امراء البدليسين الكرد
فضلا عن كونه أميرا وسياسيا فقد اشتهر شرف خان بكونه مؤرخا ويعتبر كتابه شرف نامه المكتوب باللغة الفارسية من أهم مصادر التاريخ الكردي الوسيط.

## حياته
ولد شرف خان البدليسي في قرية كرهرود أحد نواحي محافظة اراك في إيران عام 1543 للميلاد وعند بلوغه التاسعة من العمر تلقى تعليمه في البلاط الصفوي في زمن الشاه طهماسب وفي عام 1576 قام شاه صهماسب بتلقيبه بلقب أمير الامراء واوكل إليه قيادة جميع العشائر الكردية الإيرانية
قبل شرف خان بلقبه الجديد ولكنه بعد سنتين غير موقفه وقام باسناد العثمانيين في حروبهم ضد الصفويين
قام السلطان العثماني مراد الثالث بتلقيب شرف الدين بلقب الخان ونصبه أميرا على بدليس في عام 1583
وفي عمر 52 عاما قام شرف الدين بتوليه ابنه شمس الدين بك أبو المعالي شؤون الإمارة، توفي في 1005 هجريا